# Deadline (videogioco 1982)
Deadline è un videogioco di avventura testuale pubblicato a partire dal 1982 per molti tipi di computer dalla Infocom. Incentrato sulla risoluzione di un caso di omicidio, è la prima avventura gialla prodotta da Infocom.
Come anche il successivo giallo della Infocom, The Witness, ha diverse caratteristiche piuttosto originali rispetto alle avventure testuali dell'epoca: il genere giallo quando invece dominava il fantastico, un finale variabile, un limite di tempo, e personaggi con proprie personalità che possono influenzare l'andamento del gioco.

## Trama
Il personaggio del giocatore è l'investigatore capo della polizia locale, incaricato di indagare sulla morte di Marshall Robner, ricco industriale e filantropo, apparentemente suicidatosi con sovradosaggio di medicinali nella sua villa. In seguito ad accordi tra gli avvocati e la vedova, l'investigatore ha 12 ore di tempo (deadline significa "scadenza" in inglese), a partire dalle 8 di mattina, per indagare nella villa e identificare con le necessarie prove un eventuale assassino. A mezzogiorno avviene la lettura del testamento di Robner, che pare fosse intenzionato a modificarlo, ma nel frattempo è morto.
I sospetti, che si aggirano nella villa e l'investigatore può interrogare, sono la vedova Robner, il figlio viziato dei Robner, il socio del defunto (la loro impresa è in difficoltà finanziarie), il giardiniere, la segretaria e la domestica.
Anche se si riesce a incriminare la persona giusta, ci sono diversi finali possibili, più o meno buoni, in particolare può avvenire o meno un secondo omicidio; è possibile anche la sconfitta per uccisione del protagonista stesso.

## Modalità di gioco
Il gioco è un'avventura puramente testuale, senza alcun tipo di immagine, e soltanto in inglese. Il livello di difficoltà dichiarato da Infocom è Expert (il quarto e più difficile).
Come comandi vengono riconosciute anche frasi di una certa complessità, con un vocabolario di oltre 600 parole, secondo quanto afferma il produttore. Sono disponibili ad esempio comandi per cercare vicino a qualcosa, mandare un oggetto al laboratorio della polizia per analizzarlo, accusare un personaggio. Si possono fare domande specifiche ai vari sospettati e influenzarne il comportamento; i personaggi possono compiere azioni variabili e modificare l'ambiente, ad esempio nascondendo una prova, anche mentre l'investigatore non sta interagendo con loro, perciò anche l'ordine con cui si fanno le cose è importante.
L'ora del giorno nel mondo del gioco viene costantemente mostrata a video; le 12 ore di tempo non sono reali, ma scorrono solo in base alle azioni effettuate.
C'è la possibilità di salvare la partita su disco.
Allegati al gioco originale ci sono diversi materiali solidi che possono dare degli indizi: una cartellina con il dossier delle testimonianze, una foto lucida della scena del crimine, il referto dell'autopsia, e un campione di pasticche ritrovate vicino al cadavere. Oggetti scenici come questi divennero una caratteristica ricorrente delle avventure Infocom e presero poi il soprannome di feelies.